# Людінггаузени-Вольффи

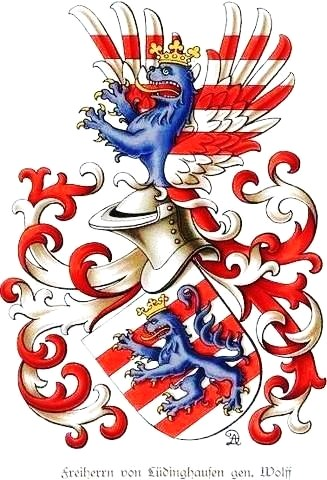
Герб Людінггаузенів-Вольффів

Людінгга́узени-Во́льффи (нім. Lüdinghausen Wolff, нім. Lüdinghausen genannt Wolff) — німецький шляхетний рід вестфальського походження. Піддані Священної Римської імперії, Швеції, Речі Посполитої, Курляндії, Росії, Пруссії. Вперше згадується у документах під 1174 роком. Першопредок — Конрад Люденгузенський (лат. Conradus de Ludenkhusen), міністеріал із Мюнстерського єпископства, господар Людінггаузенського замку (нині Людінггаузен). 1271 року його нащадок Бернард (лат. Bernardus de Ludinchusen) вперше використав прізвисько Вольф — «вовк» (лат. dictus Lupus) і збудував Вольфсберзький замок. У XV ст. частина членів роду переїхала до Лівонії, де стали васалами Тевтонського ордену в Лівонії. Після Лівонської війни їхні нащадки займали керівні посади у Ліфляндії, Литві й Польщі. Ряд представників роду були курляндськими канцлерами і прусськими генералами. Голови курляндської гілки роду 1620 року були занесені до матрикулу курляндського лицарства у чині фрайгерів. Прусський кабінет міністрів підтвердив шляхетські права цієї гілки у 1858 році. Російський Сенат підтвердив баронський титул членів роду у 1862 році.

## Назва
- Людінгга́узени-Во́льффи (нім. Lüdinghausen Wolff), або Людінгга́узени, звані Во́льффами (нім. Lüdinghausen genannt Wolff, von Ludinghausen gennant Wolff, «Людінггаузенські, знані Вольффами»)
- Людінга́узени-Во́льфи (нім. Lüdinghausen genannt Wolf) — альтернативний запис без подвоєнь[1].
- Людінггаузенські Ву́льффи (нім. Wulffe von Lüdinghausen), або Людінггаузенські Вольффи (нім. Wolffe von Lüdinghausen) — альтернативний запис без подвоєнь[1].
- Во́льфи-Людінга́узени (нім. Wolf genannt Lüdinghausen) — альтернативний запис без подвоєнь[1].

## Герб
У срібному щиті три червоні балки, на яких синій здиблений лев із золотою короною. Намет червоний, підбитий сріблом. У клейноді два срібних крила, перетяті трьома червоними балками, між якими виринає синій коронований лев.

## Курляндська гілка

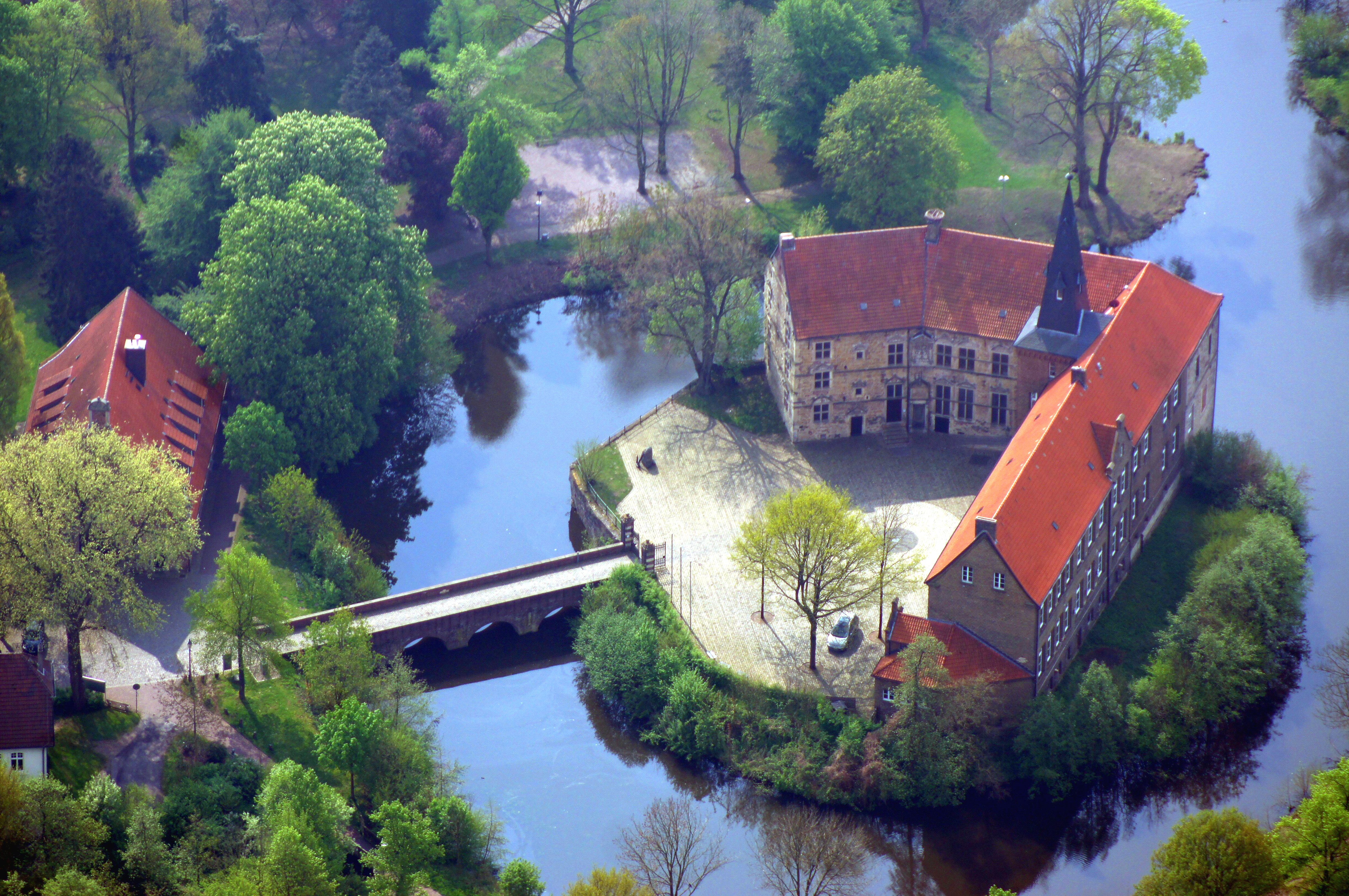
Людінггаузенський замок (Німеччина, Людінггаузен)

Курляндська гілка роду  Людінггаузенів-Вольффів вписана у матрикул курляндського лицарства від 17 жовтня 1620 року, під 5-м номером І класу, в чині фрайгерів.